# Pelegrina yucatecana
Espèce
Pelegrina yucatecana est une espèce d'araignées aranéomorphes de la famille des Salticidae.

## Distribution
Cette espèce est endémique du Mexique. Elle se rencontre au Yucatán et au Campeche.

## Description
Le mâle holotype mesure 3,4 mm et les femelles de 3,4 à 4,9 mm.

## Étymologie
Son nom d'espèce lui a été donné en référence au lieu de sa découverte, la péninsule du Yucatán.

## Publication originale
- Maddison, 1996 : Pelegrina Franganillo and other jumping spiders formerly placed in the genus Metaphidippus (Araneae: Salticidae). Bulletin of the Museum of Comparative Zoology, vol. 154, no 4, p. 215-368 (texte intégral).